# La Côte - Saint-Didier
La Côte - Saint-Didier ist eine französische Gemeinde mit 519 Einwohnern (Stand: 1. Januar 2022) im Département Loire in der Region Auvergne-Rhône-Alpes. Sie gehört zum Arrondissement Montbrison und ist Mitglied im Gemeindeverband Loire Forez Agglomération.
Die Gemeinde entstand mit Wirkung vom 1. Januar 2025 als Commune nouvelle durch Zusammenlegung der bis dahin selbstständigen Gemeinden Saint-Didier-sur-Rochefort und La Côte-en-Couzan, die keinen Status als Communes déléguées besitzen. Der Verwaltungssitz befindet sich in Saint-Didier-sur-Rochefort.

## Gemeindegliederung
| Ortsteil                                     | Ehemaliger INSEE-Code | PLZ   | Fläche (km²) | Einwohnerzahl (2022) |
| -------------------------------------------- | --------------------- | ----- | ------------ | -------------------- |
| Saint-Didier-sur-Rochefort (Verwaltungssitz) | 42217                 | 42111 | 22,75        | 457                  |
| La Côte-en-Couzan                            | 42072                 | 42111 | 09,11        | 062                  |

## Geografie
La Côte - Saint-Didier liegt etwa 27 Kilometer nordnordwestlich von Montbrison, etwa 58 Kilometer nordnordwestlich von Saint-Étienne und etwa 77 Kilometer westlich von Lyon in der historischen Provinz des Forez an der Ostflanke des gleichnamigen Gebirges. Die Gemeinde liegt im Einzugsbereich der Loire und wird von Anzon bewässert, der ihn im Nordosten begrenzt, sowie von seinen Nebenflüssen Grand Ris, Ciboulet und Tavel. Das Gemeindegebiet erstreckt sich  vom Anzon-Tal nach Südwesten auf ein Mittelgebirge mit einer maximalen Höhe von 1267 m im äußersten Südwesten am Fuß des Grand Caire. Das Zentrum liegt auf etwa 710 m Höhe, die niedrigste Erhebung des Orts wird mit 457 m im Osten beim Austritt des Anzon aus dem Gemeindegebiet gemessen.
Teile des Gebiets von La Côte - Saint-Didier gehören zum Natura-2000-Schutzgebiet „Lignon, Vizezy, Anzon et leurs affluents“ (FR8201758) und zu den ZNIEFF-Naturzonen „Monts du Forez“ (820032467) und „Ruisseau du Tavel“ (820032399).
Umgeben wird La Côte - Saint-Didier von den sieben Nachbargemeinden:
|                                           | Vêtre-sur-Anzon                               |                   |
| Saint-Priest-la-Vêtre Saint-Jean-la-Vêtre | Kompassrose, die auf Nachbargemeinden zeigt   | Solore-en-Forez   |
|                                           | La Valla-sur-Rochefort Chalmazel-Jeansagnière | Saint-Just-en-Bas |

## Sport und Freizeit
Der GR 89 „Chemin de Montaigne“, ein rund 516 Kilometer langer Fernwanderweg von Bussière-Galant (Département Haute-Vienne) nach Lyon, durchquert das Gemeindegebiet von Nordwest nach Südost.

## Bildung
Die Gemeinde verfügt über eine öffentliche Vor- und Grundschule (École primaire) im Ortsteil Saint-Didier-sur-Rochefort mit 44 Schülerinnen und Schülern im Schuljahr 2024/2025.

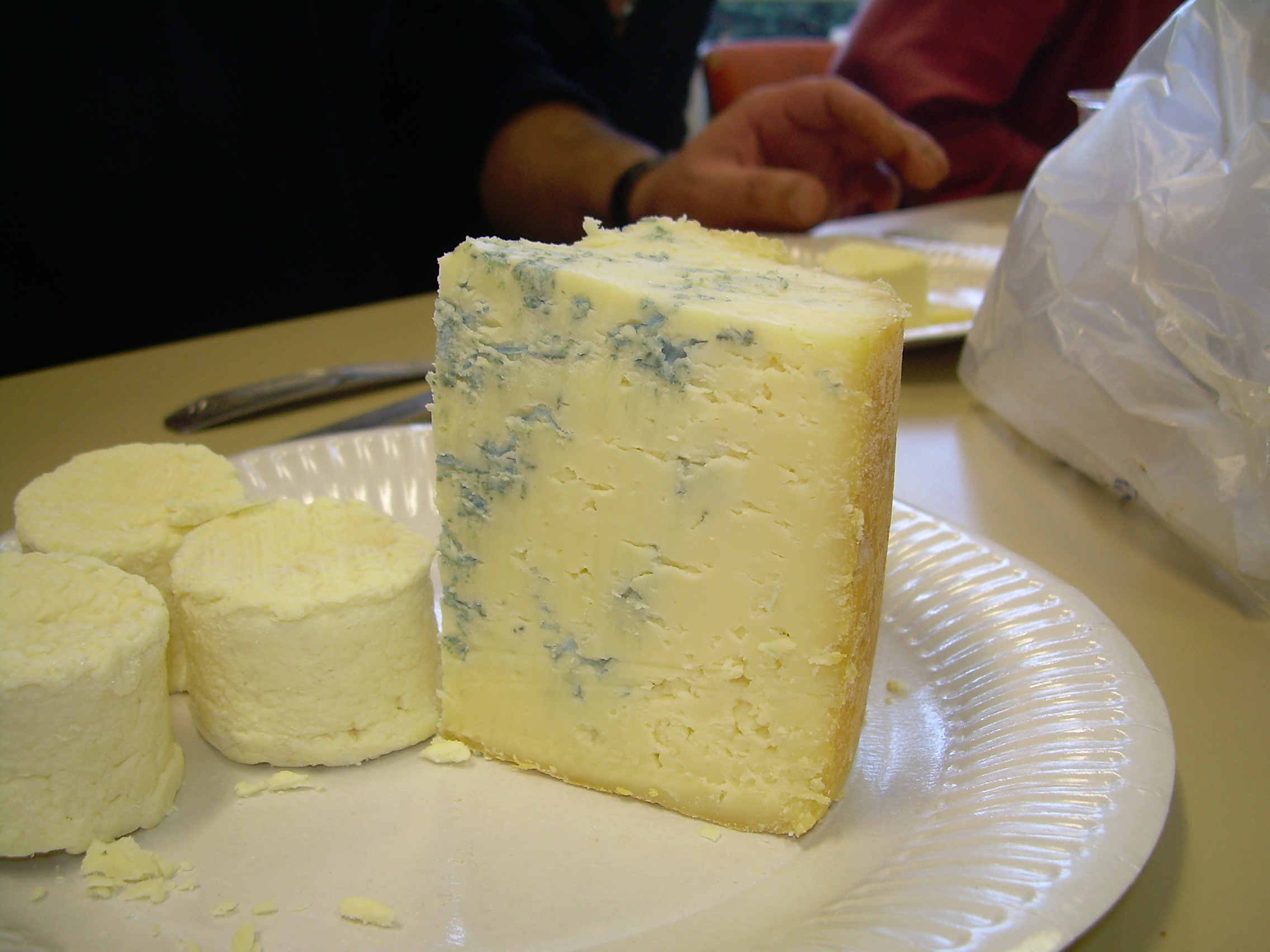
Fourme de Montbrison

## Wirtschaft
La Côte - Saint-Didier liegt in der Zone AOC des Fourme de Montbrison, einem Blauschimmelkäse aus Kuhmilch.

## Verkehr
Die Departementsstraße D 1089, die ehemalige Nationalstraße 89 von Lyon nach Bordeaux, wird außerhalb des Gemeindegebiets auf dem linken Ufer des Anzon geführt. Nachgeordnete Departementsstraßen und lokale Landstraßen verbinden die Ortsteile der Gemeinde miteinander und mit den Nachbargemeinden.
Die Bahnstrecke Clermont-Ferrand–Saint-Just-sur-Loire durchquert das östliche Gemeindegebiet ohne Haltepunkt.